# 邪惡之途
《邪惡之途》（羅馬化：Plokhiye dorogi）是2020年上映的烏克蘭俄語劇情片，由納塔莉亞·沃羅日比特執導，於9月3日在威尼斯影展的國際影評人週舉行首映，2021年5月20日在烏克蘭上映。本片以頓巴斯戰爭為主題，由4個發生在戰地的小故事組成。
2020年《邪惡之途》獲第三屆基諾科洛獎的開年獎、最佳男演員獎（Yuri Kulinich）與最佳女演員獎（Oksana Cherkashina）；2021年9月，本片代表烏克蘭角逐當年的奧斯卡最佳國際影片獎。

## 外部連結
- 互联网电影数据库（IMDb）上《Bad Roads》的资料（英文）